# Mechanizm z Antykithiry

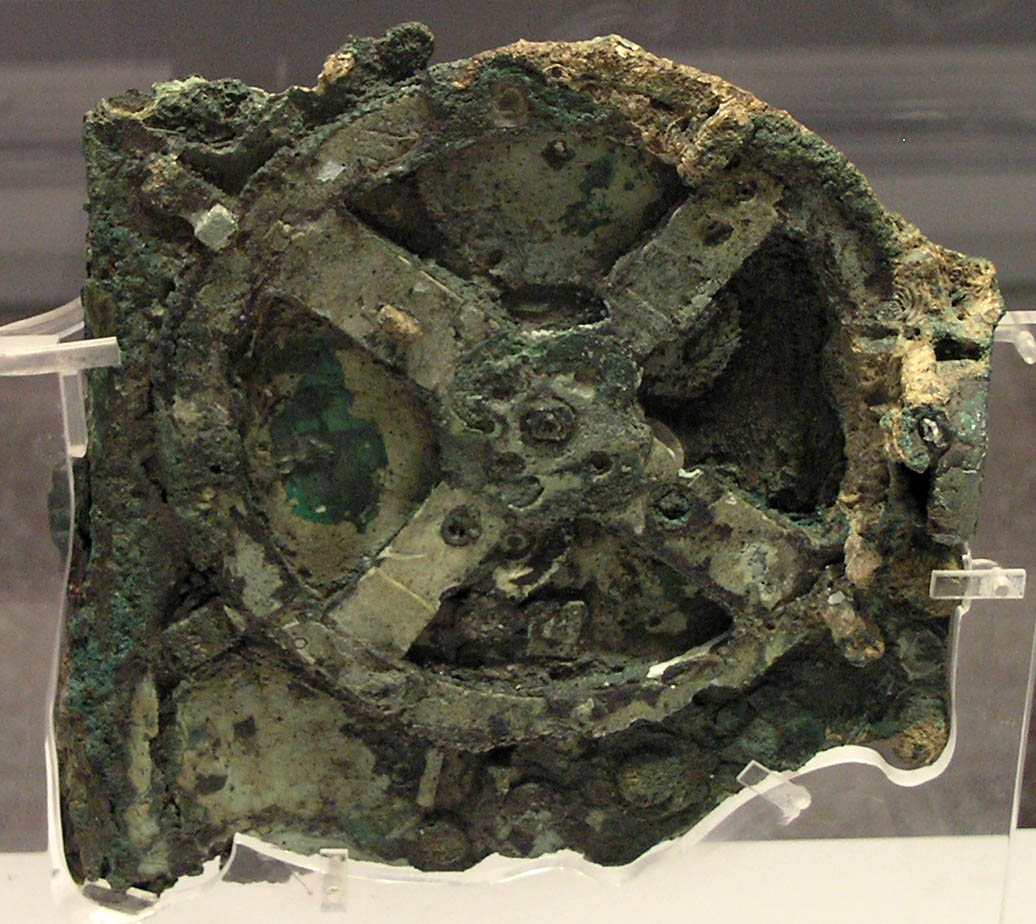
Mechanizm z Antykithiry (największy fragment)

Mechanizm z Antykithiry, mechanizm z Andikitiry – starożytny mechaniczny przyrząd zaprojektowany do obliczania pozycji ciał niebieskich. Znaleziony został we wraku obok greckiej wyspy Andikitira (Antikythera, zwyczajowa polska nazwa to Antykithira), między Kíthirą a Kretą, datowany na lata 150–100 p.n.e. Do czasu XVIII-wiecznych zegarów nie jest znany żaden mechanizm o podobnym stopniu złożoności. Urządzenie jest prezentowane w kolekcji Narodowego Muzeum Archeologicznego w Atenach.

## Odkrycie
W 1900 roku grecki nurek Elias Stadiatos odkrył wrak starożytnego statku handlowego na głębokości 42 m obok wyspy Antykithiry. Nurkowie wydobyli szereg posągów i innych artefaktów. Sam mechanizm został odkryty 17 maja 1902, kiedy archeolog Valerios Stais odkrył, że skorodowana bryła brązu wydobyta z wraku zawiera koło zębate. Okazało się, że jest to fragment większego mechanizmu rozbitego na trzy duże części i kilkadziesiąt mniejszych kawałków. Początkowo myślano, że to średniowieczny zegar, który przypadkiem spadł na starożytny wrak, gdyż nie były znane tak złożone urządzenia z tamtych czasów, dalsze badania potwierdziły jednak wiek znaleziska.

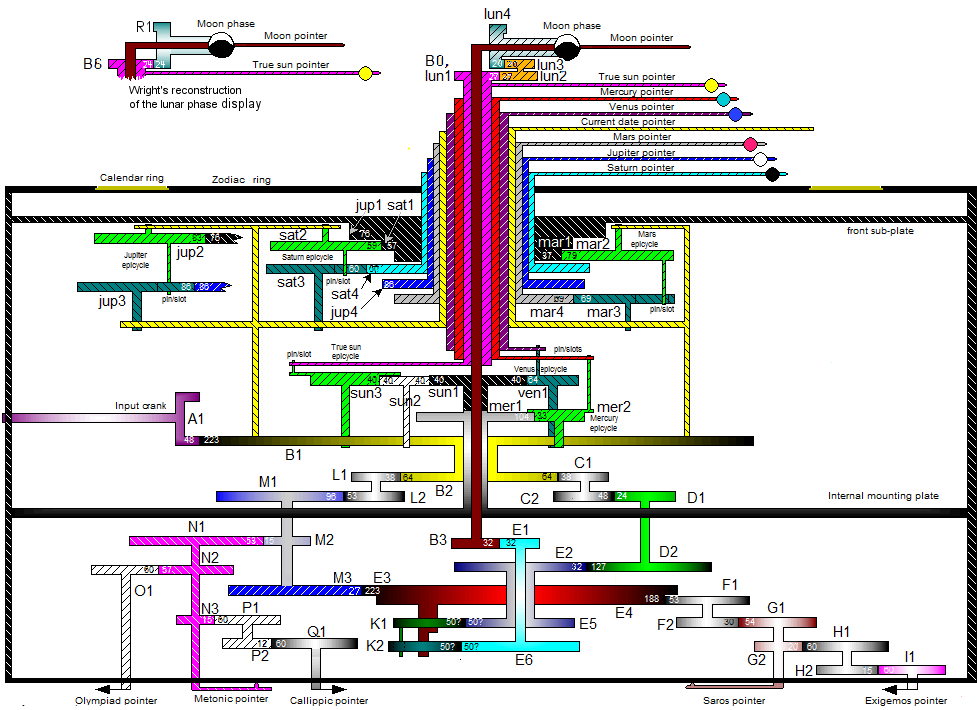
Schemat mechanizmu

Mechanizm jest zniszczony, jednak na podstawie ocalałych fragmentów badaczom udają się coraz dokładniejsze rekonstrukcje. W 1974 Derek J. de Solla Price z Uniwersytetu Yale, po 20 latach badań, odkrył jego przeznaczenie i uznał, że całość składa się z 31 kół. Najnowsza rekonstrukcja została wykonana przy zastosowaniu tomografu komputerowego dającego trójwymiarowy obraz i przedstawiona w „Nature” w 2006 przez zespół badaczy pod kierunkiem Mike’a G. Edmundsa z uniwersytetu w Cardiff. Badacze odczytali między innymi większość inskrypcji, pokrywających mechanizm (z liczby – jak uznano – 2000 znaków tylko 1000 było odczytanych wcześniej) oraz policzyli zęby wszystkich kół zębatych. 9 czerwca 2016 ogłoszono wynik kolejnego badania przez zespół naukowców greckich. Rozpoznano 82 podzespoły zegara i odczytano na nich 3400 znaków, uznając to za niemal całość zapisu.

## Konstrukcja i funkcje
Mechanizm składa się z 37 kół zębatych z brązu, o średnicy od 1 do 17 cm. Koła były napędzane za pomocą korby z boku i poruszały kilkoma wskazówkami. Tarcza z przodu pokazywała ruch Słońca i Księżyca na tle zodiaku oraz używanego wówczas w Grecji kalendarza egipskiego z uwzględnieniem roku przestępnego co cztery lata. Ukazywała też fazy Księżyca (za pomocą cykli odkrytych przez Metona i Kallipposa). Tarcze z tyłu pozwalały synchronizować kalendarz słoneczny z księżycowym oraz przewidywać zaćmienia Słońca i Księżyca (cykl Saros). Poprzez niewspółśrodkowe połączenie dwóch kół mechanizm odtwarzał nawet takie szczegóły, jak nierównomierny ruch Księżyca na niebie (zgodnie z teorią starożytnego astronoma Hipparcha). Mechanizm pozwalał też przewidywać momenty wschodów i zachodów ważniejszych gwiazd i gwiazdozbiorów oraz prawdopodobnie także pozycje pięciu znanych wówczas planet. Odpowiednie tarcze nie zachowały się, jednak odczytano nazwę planety Wenus z przodu urządzenia.
Nie jest jednak prawdą, że w urządzeniu z Antykithiry użyto maszyny różnicowej, wynalezionej dopiero w XIX wieku. Derek Price próbował się dopatrzeć mechanizmu różnicowego w niewspółśrodkowych połączeniach kół odtwarzających teorię Hipparcha. Michael Wright używając nowocześniejszego sprzętu obalił jednak to twierdzenie.
Samo urządzenie było zadziwiająco małe (33 cm wysokości, 17 cm szerokości i 9 cm głębokości). Pierwotnie zawieszone było na drewnianej ramie.
Mechanizm z Antykithiry pozwalał również na wyznaczanie dat organizowanych cyklicznie igrzysk olimpijskich oraz wydarzeń sportowych mniejszej rangi organizowanych w Delfach, Koryncie oraz Dodonie.

## Pochodzenie
Technologia mechanizmu wiązana jest z kontynuatorami dorobku Archimedesa i ze szkołą Posejdoniosa na wyspie Rodos, skupiającej wówczas obok Aleksandrii najlepszych astronomów. Jedna z hipotez mówi, że konstruktorem mógł być Hipparch (ok. 190–120 p.n.e.), mieszkający wówczas na Rodos astronom, którego idee znalazły zastosowanie w konstrukcji mechanizmu. Obecnie jednak istnieją również teorie, że mechanizm powstał około 205 roku p.n.e., zatem jego twórcy mogliby znać samego Archimedesa lub być jego bezpośrednimi uczniami.
Cyceron wspomina, że jego nauczyciel Posejdonios z Rodos (130–50 p.n.e.) zbudował urządzenie pokazujące ruch Słońca, Księżyca i planet.
Nieco bardziej egzotyczna teoria przypisuje konstrukcję Archimedesowi (III wiek p.n.e.). Jego planetarium było również wzmiankowane przez Cycerona, który widział je osobiście. Miało ono być przewiezione do Rzymu przez generała Marcellusa. Pisali o nim także Laktancjusz, Klaudian i Prokles w IV i V wieku. Wszystkie te wzmianki zostały jednak przez późniejszych badaczy uznane za nieprawdziwe.
Jednakże nawet jeśli Cyceron pisał prawdę i planetaria Posejdonisa i Archimedesa istniały, to według tego samego źródła powinny znaleźć się w Rzymie około 50 lat po zatonięciu statku obok Antykithiry. Zapewne więc chodzi o jeszcze inne urządzenie.
Odkrycie mechanizmu kazało zrewidować współczesną wiedzę o możliwościach technicznych starożytnych Greków. Umiejętności te pod rządami Rzymian zanikły, ich szczątki przetrwały w o wiele prostszych konstrukcjach Arabów i Bizantyjczyków. W muzeum w Oksfordzie zachowany jest XIII-wieczny mechanizm z Iranu, mający jednak tylko 8 kół. Dopiero w okresie renesansu pojawiły się mechanizmy o podobnej złożoności, a pierwsze przenośne planetarium zbudował George Graham w 1704.
Grecki program badań, uwieńczony odczytaniem 3400 znaków, co przedstawiono 9 czerwca 2016 roku, jednoznacznie przypisuje autorstwo zegara Pitagorejczykom.

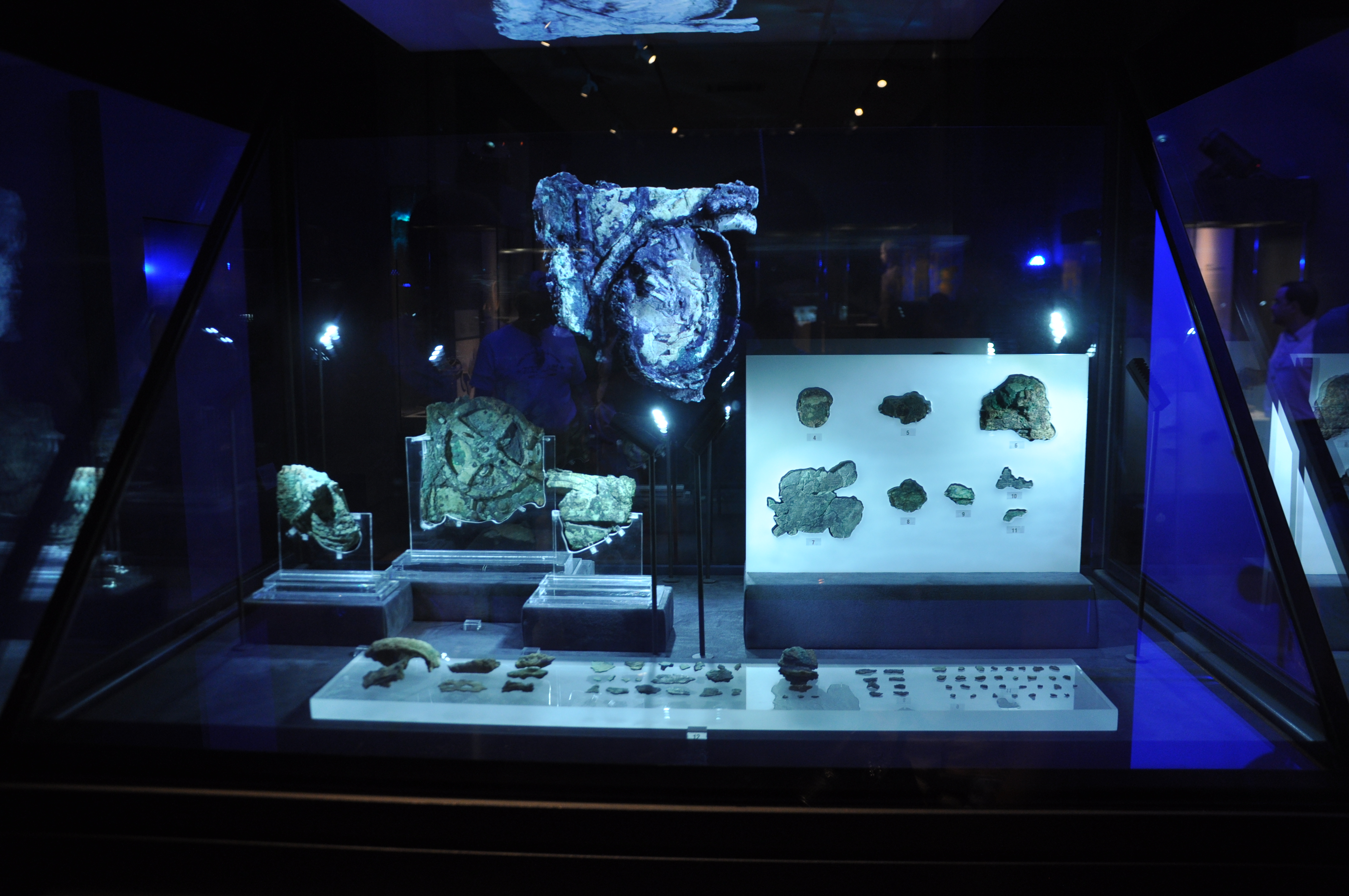
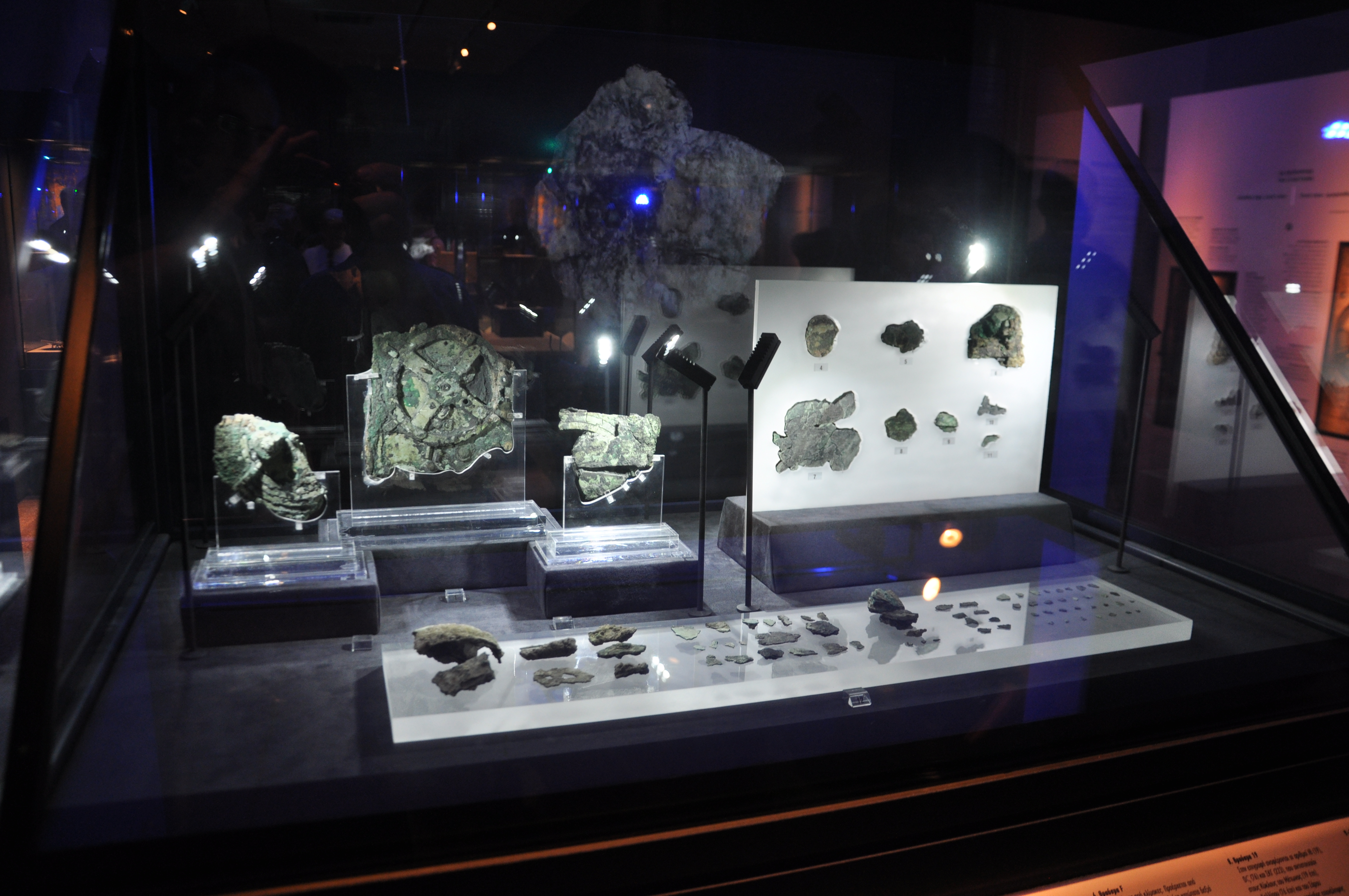
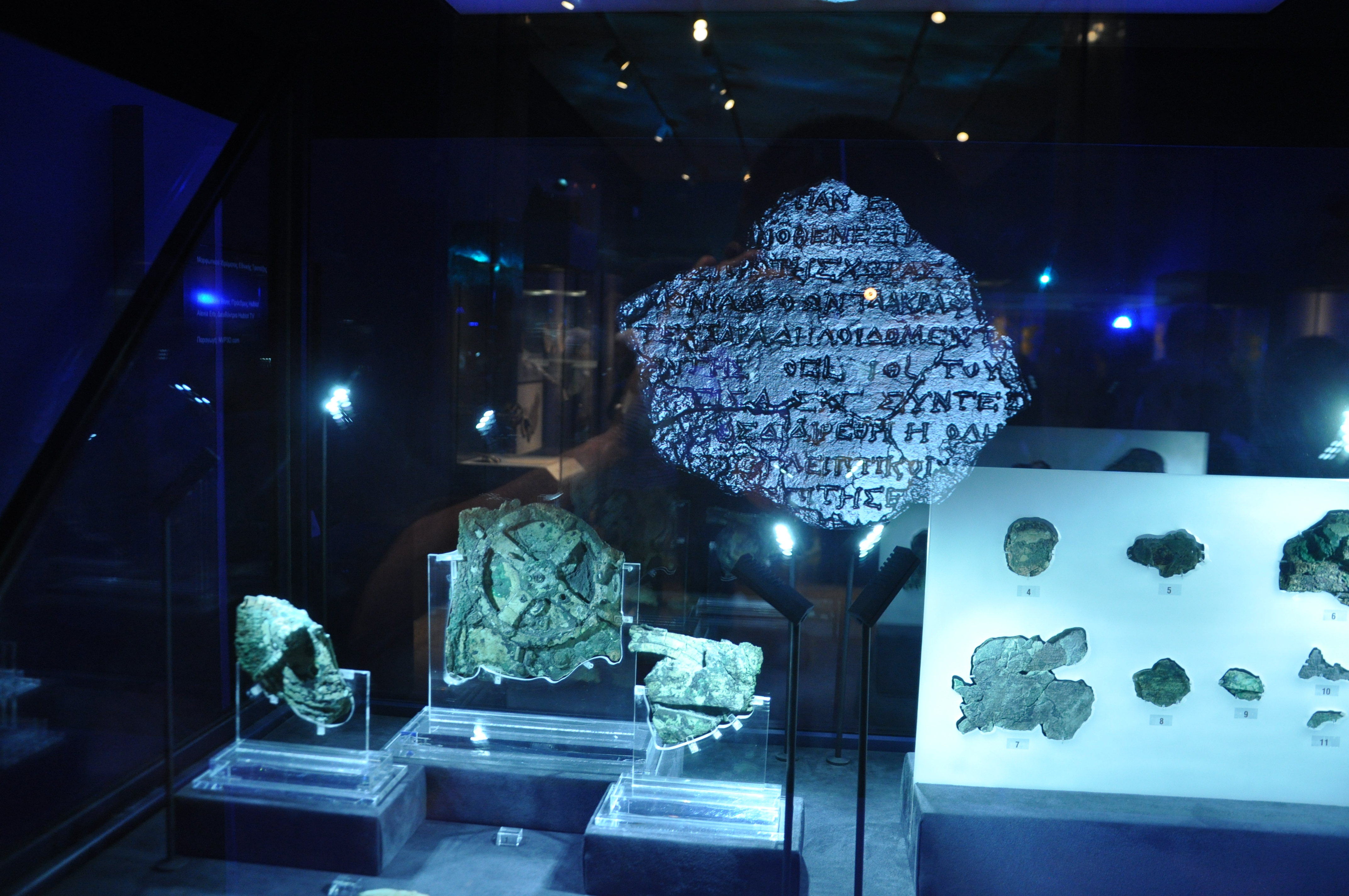